# Liste der Kulturdenkmäler in Fischbach (bei Kaiserslautern)
In der Liste der Kulturdenkmäler in Fischbach sind alle Kulturdenkmäler der rheinland-pfälzischen Ortsgemeinde Fischbach aufgeführt. Grundlage ist die Denkmalliste des Landes Rheinland-Pfalz (Stand: 21. Juli 2023).

## Einzeldenkmäler
| Bezeichnung | Lage                                  | Baujahr                     | Beschreibung                                                                                     | Bild            |
| ----------- | ------------------------------------- | --------------------------- | ------------------------------------------------------------------------------------------------ | --------------- |
| Grabmal     | Friedhofstraße, auf dem Friedhof Lage | um 1900                     | Grabmal Familie Schweizer; neugotische Stele, Sandstein, um 1900                                 | BW              |
| Hofanlage   | Harztalerhof 3 Lage                   | Anfang des 19. Jahrhunderts | Dreiseithof, Anfang des 19. Jahrhunderts; eingeschossiger Krüppelwalmdachbau, teilweise Fachwerk | BW              |
| Grabstein   | Hauptstraße, bei Nr. 1 Lage           | um 1510                     | Grabstein Blick von Lichtenberg, Sandstein, um 1510                                              | Fotos hochladen |
| Backöfen    | Hintergasse, neben Nr. 26 Lage        | 19. Jahrhundert             | zwei Backöfen, Bruchstein, 19. Jahrhundert                                                       | Fotos hochladen |
| Spolie      | Klosterhof, an Nr. 2 Lage             |                             | gotischer Gewölbeschlussstein                                                                    | Fotos hochladen |